# ملکه اسپانیا (فیلم)
ملکه اسپانیا (اسپانیایی: La reina de España‎) یک فیلم کمدی-درام به کارگردانی فرناندو تروئبا است که در سال ۲۰۱۶ منتشر شد. این فیلم دنباله‌ای برای فیلم قبلی این کارگردان به نام دختر رؤیاهای شما و وقایع آن در خلال جنگ‌های داخلی اسپانیا روی می‌دهد. این فیلم در بخش ویژهٔ شصت و هفتمین جشنواره بین‌المللی فیلم برلین به نمایش درآمد.

## بازیگران
- پنه‌لوپه کروز
- آنتونیو رسی‌نس
- نئوس آسنسی
- آنا بلن
- خاویر کامارا
- لولس لئون
- آرتورو ریپستاین
- خورخه سانس
- رزا ماریا ساردا
- سانتیاگو سگورا
- کری الویس
- کلایو رویل
- مندی پتینکین
- کارلوس آرسس
- آیدا فولچ
- رامون بارئا
- خوان آنتونیو بایونا
- آلبرتو سان خوان
- چینو دارین
- خسوس بونیا
- گیرمو تولدو
- خوان مارگایو